# Peter W. Marx

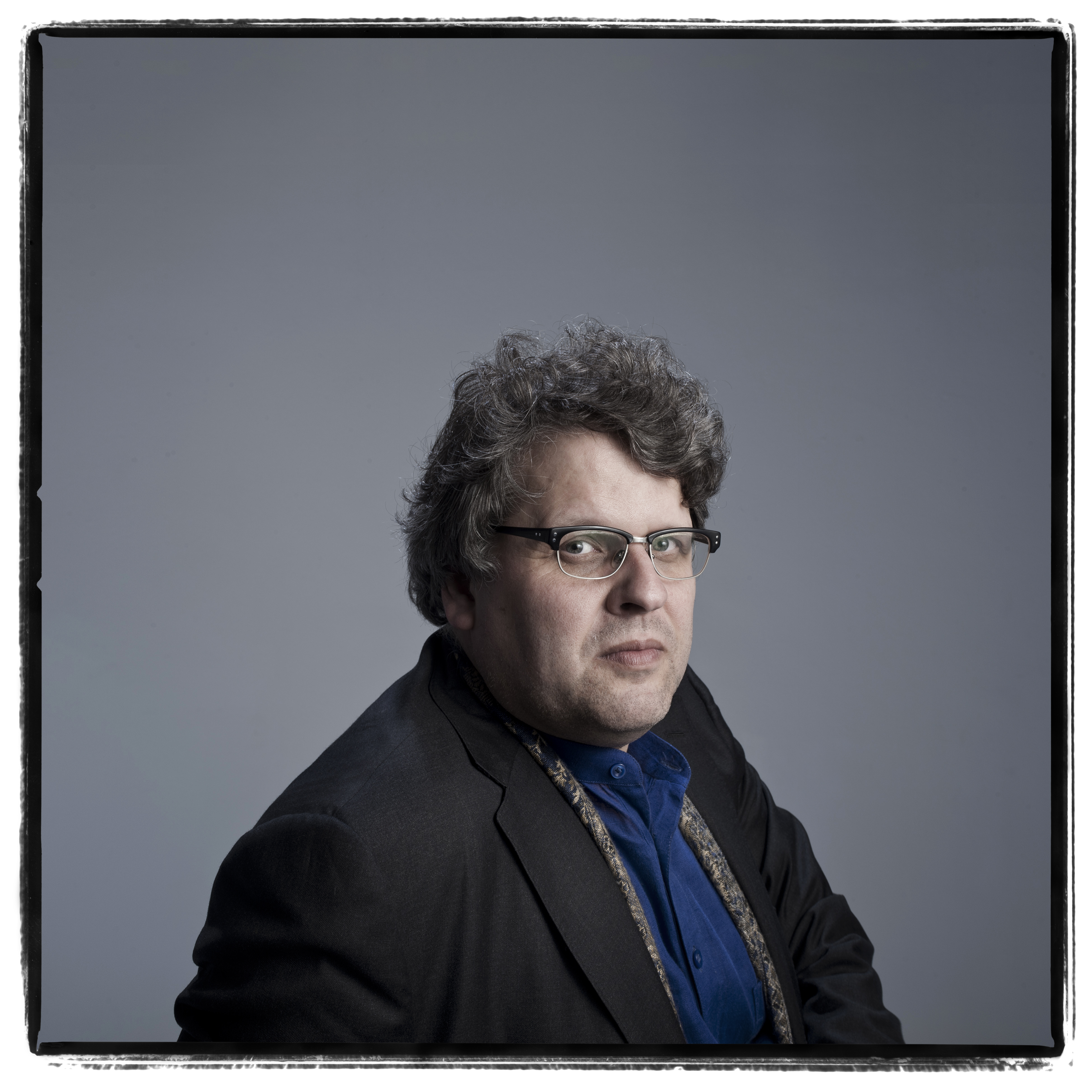
Peter W. Marx (2017)

Peter W. Marx (* 7. Juni 1973 in Limburg an der Lahn) ist ein deutscher Theaterwissenschaftler und Direktor der Theaterwissenschaftlichen Sammlung der Universität zu Köln sowie Professor für Theater- und Medienwissenschaft am Institut für Medienkultur und Theater der Universität zu Köln. Bekannt ist Marx vor allem für seine kulturwissenschaftlich geprägte theaterhistoriographische Forschung zur metropolitanen Kultur am Beginn des 20. Jahrhunderts und zu Max Reinhardt sowie für seine Forschung zu Shakespeare in Performance, vor allem zu Hamlet als Figur kultureller Mobilität. Marx forscht auch zur Medienökologie der Frühen Neuzeit.

## Lebenslauf
Marx studierte Deutsche Philologie, Publizistik und Theaterwissenschaft an der Johannes-Gutenberg-Universität Mainz, an der er 1997 das Studium mit der Magisterarbeit Versuch einer Annäherung an Heiner Müllers ‚Bildbeschreibung‘ unter den Gesichtspunkten der strukturalen Semantik beendete. Zwischen 1997 und 2000 war er Mitglied des Mainzer DFG-Graduiertenkollegs „Theater als Paradigma der Moderne“. Im Jahr 2000 beendete er seine Promotion mit der Arbeit Theater und kulturelle Erinnerung. Kultur-semiotische Untersuchungen zu George Tabori, Tadeusz Kantor und Rina Yerushalmi (ausgezeichnet mit dem Forschungsförderungspreis der Freunde der Universität Mainz e. V. für das Jahr 2002).
2003 wurde Marx an der Johannes-Gutenberg-Universität Mainz zum Juniorprofessur für Theaterwissenschaft mit kulturwissenschaftlicher Ausrichtung ernannt. Mit einem Feodor-Lynen-Fellowship durch die Alexander von Humboldt-Stiftung zur Durchführung eines Forschungsprojektes war er als short-term-fellow zwischen 2004 und 2006 für zwei längere Aufenthalte an der Columbia University in the City of New York. Zwischen 2007 und 2009 führten ihn Gast- und Vertretungsprofessuren an die Universität Hildesheim, die Universität Wien und die Freie Universität Berlin. Von 2009 bis 2012 war Marx als außerordentlicher Professor für Theaterwissenschaft an der Universität Bern, bevor er im Februar 2012 zum Professor für Theater- und Medienwissenschaft an der Universität zu Köln und zum Direktor der Theaterwissenschaftlichen Sammlung ernannt wurde. Von 2012 bis 2016 sowie 2017 und 2018 war er Geschäftsführender Direktor des Instituts für Medienkultur und Theater.
Marx engagiert sich in besonderer Weise für den internationalen Wissenschaftsaustausch: 2013 gründete er gemeinsam mit Tracy C. Davis das Summer Institute Cologne [sic!], eine internationale Summer School in Kooperation mit der Northwestern University, die jeweils im August/September an der Theaterwissenschaftlichen Sammlung stattfindet. Seit 2016 reist er jährlich an die Jawaharlal Nehru University (New Delhi, Indien) für Workshops und Forschungsseminare. Anfang 2023 forschte er im Rahmen eines Frontier-Stipendiums der Alexander von Humboldt-Stiftung an der Tel Aviv University.
Marx ist u. a. Mitglied in folgenden Arbeitskreisen und Gesellschaften: International Federation for Theatre Research, Arbeitsgruppe „Theaterhistoriographie“ der Gesellschaft für Theaterwissenschaft, Mitglied im wissenschaftlichen Beirat für Forum Modernes Theater. Außerdem war er Mitglied des Executive Committee der International Federation for Theatre Research (IFTR) von 2013-2021 und im Editorial Board von Theatre Research International (2016-2021).
2020 war Marx für die Theaterwissenschaftliche Sammlung am Erwerb der Sammlung von Werner Nekes beteiligt. Gemeinsam mit dem Kölner Wallraf-Richartz-Museum initiierte er die auf drei Stationen angelegte Ausstellungsreihe »Sensation des Sehens«, deren erste Ausgabe im Sommer 2022 zu sehen. Der zweite Teil wird im Herbst 2023 eröffnet.
2021 veröffentlichte er den Routledge Companion to Theatre and Performance Historiography gemeinsam mit Tracy C. Davis. In ihrer Einleitung entwickelten sie das Konzept der Critical Media History. Im Januar 2024 erschien seine Studie Early Modern Media Ecology (Cambridge UP), die beispielhaft dieses Konzept auf die Medienlandschaft der Frühen Neuzeit anwendet.

## Arbeitsschwerpunkte
- Theatergeschichte (besonders 19. und 20. Jahrhundert)
- Early Modern Media Ecology
- Critical Media History
- Kulturwissenschaft
- Populäre Kultur und Medienwissenschaft (Inszenierung von Fremdheit in Filmen und TV-Serien)
- Interkulturalität
- Jüdische Studien
- Shakespeare und sein Theater, Shakespeare-Rezeption in Deutschland
- Theaterhistoriographie

## Forschungsprojekte (Auswahl)
- Re-Collecting Theatre History (Verbundprojekt zusammen mit der Freien Universität Berlin; gefördert durch das BMBF; Förderbereich „Allianz für universitäre Sammlungen“, Laufzeit 2017–2020)
- Female Voices (Forschungsprojekt für einen neuen Sammlungsschwerpunkt der Theaterwissenschaftlichen Sammlung der Universität zu Köln, seit 2016)
- Hamlets Reise nach Deutschland. Eine Kulturgeschichte des kollektiven Imaginären (Monographie; voraussichtlicher Abschluss 2017)
- Teilprojekt „The Stage as Scena Mundi: Narration, Performance and Imagination“ im Rahmen des Sinergeia-Forschungsverbunds The Interior: Art, Space, and Performance (Early Modern to Postmodern), Gesamtleitung Prof. Dr. Christine Göttler [Verweis Göttler?], gefördert durch den Schweizerischen Nationalfonds [Verweis SNF] (Universität Bern und Universität zu Köln, 2012–2016)
- Forschungsprojekt Hamlets Odyssee – Eine Studie zum Phänomen kultureller Mobilität, gefördert durch den Schweizerischen Nationalfonds (Universität Bern, laufend seit 2011)
- Bewilligung eines Marie-Curie-Fellowships für Dr. Katharina Wessely mit dem Projekt The Theatrical Landscape of Bohemia and Moravia as a Space of Negotiating Cultural Identities (TheatLandIdent), gefördert durch die Research Executive Agency der EU (Universität Bern, laufend seit 2011)
- Veranstaltung des Doktoranden-Workshops „Cultural Mobility“, gefördert durch die Mittelbauvereinigung der Universität Bern (Universität Bern, 2011)
- Gewährung einer Druckkostenbeihilfe für den Band Berlin auf dem Weg zur Theaterhauptstadt. Streitschriften zum Theater zwischen 1869 und 1914 (hrsg. mit Stefanie Watzka) durch die Stiftung Preußische Seehandlung (2008)
- Mainstreaming der Minderheiten? Die Darstellung von Ethnizität und ihre Funktion in populär-kulturellen Medien im deutsch-US-amerikanischen Vergleich (gemeinsam mit Prof. Dr. Mita Banerjee), gefördert durch das Zentrum für Interkulturelle Studien der Johannes-Gutenberg-Universität Mainz (2003–2004)

## Publikationen (Auswahl)
- Heiner Müller: Bildbeschreibung. Eine Analyse aus dem Blickwinkel der Greimas’schen Semiotik, Frankfurt am Main u. a.: Peter Lang, 1998.
- Theater und kulturelle Erinnerung. Kultursemiotische Untersuchungen zu George Tabori, Tadeusz Kantor und Rina Yerushalmi, Tübingen: Francke, 2003.
- Max Reinhardt. Vom bürgerlichen Theater zur metropolitanen Kultur, Tübingen: Francke, 2006.
- Ein theatralisches Zeitalter. Bürgerliche Selbstinszenierungen um 1900, Tübingen: Francke, 2008.
- mit Stefanie Watzka (Hg.): Berlin auf dem Weg zur Theaterhauptstadt. Theaterstreitschriften zwischen 1869 und 1914, Tübingen: Francke, 2009.
- (Hg.): Handbuch Drama. Theorie, Analyse, Geschichte, Stuttgart/Weimar: J. B. Metzler, 2012.
- zusammen mit Petra Hesse (Hg.): Raum-Maschine Theater. Szene und Architektur, Köln: Wienand 2012.
- (Hg.): Dülberg meets Wagner, Köln: Wienand, 2013.
- (Hg.): Hamlet-Handbuch. Stoffe, Aneignungen, Deutungen, Stuttgart/Weimar: J. B. Metzler, 2014.
- zusammen mit Petra Hesse (Hg.): A Party for Will! Eine Reise in das Shakespeare-Universum/A Journey through Shakespeare's Universe, Berlin: Theater der Zeit, 2014.
- (Hg.): Texte von Michael Hampe: Michael Hampe. Über Theater. Reden und Schriften, Köln: Wienand 2015, ISBN 978-3-86832-259-0.
- zusammen mit Harald Müller (Hg.): Theater! Arbeit! Heyme! Der Schauspieler, Regisseur und Intendant Hansgünther Heyme, Berlin: Theater der Zeit, 2015, ISBN 978-3-95749-043-8.
- (Hg.): A Cultural History of Theatre in the Age of Empire (1800-1920), London: Bloomsbury,  2017, ISBN 978-1-4725-8584-4
- Hamlets Reise nach Deutschland: Eine Kulturgeschichte, Berlin: Alexander Verlag, 2018, ISBN 978-3-89581-490-7
- (Hg.): 100 Jahre Theaterwissenschaftliche Sammlung Köln: Dokumente, Pläne, Traumreste, Berlin: Alexander Verlag 2020 (erschienen November 2019), ISBN 978-3-89581-515-7
- Macht | Spiele: Politisches Theater seit 1919, Berlin: Alexander Verlag, 2020 (erschienen im November 2019), ISBN 978-3-89581-516-4
- Co-Hrsg. mit Tracy C. Davis: Routledge Companion to Theatre and Performance Historiography, London: Routledge 2021.
- Early Modern Media Ecology, Cambridge: Cambridge University Press, ISBN 9781009298148

## Ausstellungen (als Kurator)
- Sensation des Sehens #1: Das Barock. Die Sammlung Werner Nekes im Wallrarf-Richartz-Museum; Juni 2022-April 2023
- IM SPIELRAUSCH: Von Königinnen, Pixelmonstern und Drachentötern (Museum für Angewandte Kunst Köln, August 2017 bis Februar 2018)
- A Party for Will! Eine Reise in das Shakespeare-Universum (Museum für Angewandte Kunst Köln, März 2014 bis Juli 2014; Heslington Hall York, Mai 2015 (im Rahmen des York International Shakespeare Festival))
- Raum-Maschine Theater. Szene und Architektur (Museum für Angewandte Kunst Köln, Dezember 2012 bis April 2013)